# 2046 Лењинград
2046 Лењинград је астероид главног астероидног појаса чија средња удаљеност од Сунца износи 3,163 астрономских јединица (АЈ).
Апсолутна магнитуда астероида је 11,5.